# Geoperingueyia dentata
Geoperingueyia dentata är en mångfotingart som beskrevs av Karl Wilhelm Verhoeff 1938. Geoperingueyia dentata ingår i släktet Geoperingueyia och familjen storjordkrypare. Inga underarter finns listade i Catalogue of Life.